# 83 هـ
83 هـ هي سنة في التقويم الهجري امتدت مقابلةً في التقويم الميلادي بين سنتي 702 و703.

## وفيات
- أعشى همدان
- زيد بن وهب
- عبد الرحمن بن أبي ليلى
- عمر بن أبي سلمة
- الحريش بن هلال
- جعفر بن محمد الصادق